# Лостанж
Лоста́нж (фр. Lostanges, окс. Lostanjas) — коммуна во Франции, находится в регионе Лимузен. Департамент — Коррез. Входит в состав кантона Мейссак. Округ коммуны — Брив-ла-Гайярд.
Код INSEE коммуны — 19119.
Коммуна расположена приблизительно в 430 км к югу от Парижа, в 100 км юго-восточнее Лиможа, в 23 км к югу от Тюля.

## Население
Население коммуны на 2008 год составляло 129 человек.
| 1962 | 1968 | 1975 | 1982 | 1990 | 1999 | 2008 |
| ---- | ---- | ---- | ---- | ---- | ---- | ---- |
| 176  | 171  | 140  | 147  | 127  | 134  | 129  |

## Администрация
| Период | Период | Фамилия       | Партия | Примечания |
| ------ | ------ | ------------- | ------ | ---------- |
| 2001   | 2008   | Люсьен Шазуль |        |            |
| 2008   |        | Жером Мадлен  |        |            |

## Экономика
В 2007 году среди 69 человек в трудоспособном возрасте (15-64 лет) 50 были экономически активными, 19 — неактивными (показатель активности — 72,5 %, в 1999 году было 66,3 %). Из 50 активных работали 50 человек (31 мужчина и 19 женщин), безработных не было. Среди 19 неактивных 5 человек были учениками или студентами, 6 — пенсионерами, 8 были неактивными по другим причинам.

## Фотогалерея

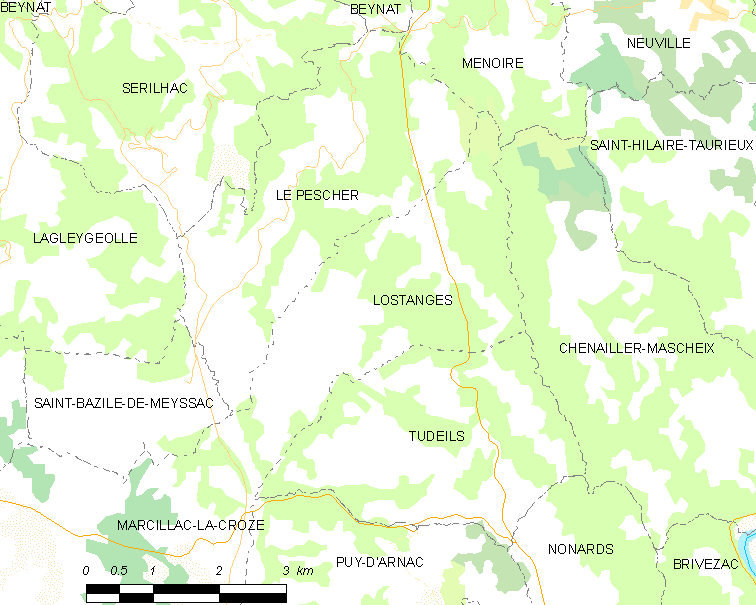
Карта коммуны